# Campagne des Pescadores (1895)
 (juillet 2010).
Pour les articles homonymes, voir Campagne des Pescadores.
Invasion japonaise de Taïwan (1895)
Batailles
Première guerre sino-japonaise
- Palais de Gyeongbok
- Pungdo
- Seonghwan
- Pyongyang
- Yalou
- Jiuliancheng
- Lüshunkou
- Port-Arthur
- Weihaiwei
- Yingkou
- Pescadores

La Campagne des Pescadores (23-26 mars 1895) est la dernière opération militaire de la première guerre sino-japonaise et un préliminaire important à la conquête japonaise de Taïwan.

## Contexte
Comme la première guerre sino-japonaise approchait de sa fin, les Japonais prirent des mesures pour s'assurer que Taïwan et les Pescadores soient cédés au Japon aux termes du Traité de paix. Bien que des hostilités en Chine nordique aient été stoppées pendant les négociations de paix qui ont par la suite eu comme conséquence le Traité de Shimonoseki (avril 1895), Taïwan et les Pescadores ont été spécifiquement exclus de la portée de l'armistice, permettant aux Japonais de monter une opération militaire sans mettre en péril les négociations de paix. La clef de la capture de Taïwan étaient les îles des Pescadores, qui s'étendent à mi-chemin entre la Chine continentale et Taïwan. Leur occupation empêcherait des renforts chinois d'être envoyés à Taïwan.
Le 15 mars 1895, une force expéditionnaire japonaise de 5 500 hommes est partie pour les Pescadores (P'eng-hu, 澎湖). La force expéditionnaire a débarqué sur l'île Pa-chau, au sud de l'archipel principal des Pescadores, le matin du 23 mars.

## La campagne
Bien que les Pescadores étaient défendues par 15 bataillons réguliers chinois (5 000 hommes) et par la batterie côtière récemment construite Hsi-tai (bâtie vers la fin des années 1880 en réponse à la capture des Pescadores par les Français pendant la guerre franco-chinoise), les Japonais ont rencontré une faible résistance car les défenseurs étaient démoralisés. Cela a pris au Japonais seulement trois jours pour sécuriser les îles. Après un bombardement naval des forts chinois, les troupes japonaises ont débarqué sur l'île des pêcheurs et l'île P'eng-hu le 24 mars, ont combattu plusieurs brèves actions avec défense des troupes chinoises, et ont capturé la batterie Hsi-tai (appelé fort Kon-peh-tai par les Japonais, du fait de la prononciation japonaise des caractères chinois) et Makung. En deux jours, elles ont occupé les autres îles principales des Pescadores.
La description détaillée suivante de la campagne des Pescadores, basée sur des sources japonaises officielles, a été incluse par James Davidson dans son livre The Island of Formosa, Past and Present, édité en 1903. Davidson était un correspondant de guerre avec l'armée japonaise pendant l'invasion de Taiwan, et avait un accès privilégié aux officiers japonais aînés.

## Pertes
Les pertes japonaises au combat furent faibles. Cependant, une épidémie de choléra peu de temps après la capture des îles a coûté la vie à plus de 1 500 soldats japonais en quelques jours.